# Regatul Boemiei
Regatul Boemiei (în cehă České království; în germană Königreich Böhmen; în latină Regnum Bohemiae) a fost un stat situat în regiunea Boemia din Europa Centrală, cea mai mare parte, pe al cărui teritoriu se află în prezent Cehia. Regatul a fost parte a Sfântului Imperiu Roman până la dizolvarea acestuia în 1806, după care a devenit parte a Imperiului Austriac, și din 1867 parte a Austro-Ungariei. După înfrângerea Puterilor Centrale în primul război mondial, Austro-Ungaria a fost dizolvată și Boemia a devenit parte a Republicii Cehoslovace.

## Istoric
Deși unii dintre foștii guvernatori din Boemia s-au bucurat de o non-ereditare a titlului regal în timpul secolului al XI-lea și XII-lea, regatul a fost în mod oficial înființat în 1198 de Ottokar I. În 1204 Ottokar a fost recunoscut ca rege de împăratul Otto al IV-lea al Sfântului Imperiu Roman și de papa Inocențiu al III-lea. Încorporat în stăpânirile habsburgice în 1526, regatul a fost dizolvat în 1918, odată cu căderea Austro-Ungariei, atunci când ultimul rege, Carol I al Austriei, a fost forțat să abdice. Adunarea Națională de la Praga, a detronat Dinastia Habsburg-Lorena și a proclamat Prima Republică Cehoslovacă.
Boemia a fost principalul teritoriu al Regatului Boemiei. Din 1348 Carol al IV-lea a creat Teritoriile Coroanei Boemiene (Země Koruny České), împreună cu provinciile încorporate:
- Marca de Moravia (Markrabství Moravské), dobândită de familiile Přemysl și Slavník, dinastii din Boemia, după 955 Bătălia de la Lechfeld, a pierdut-o în favoarea Poloniei fiind recucerită de către Ducele Bretislaus I în 1019/1029;
- Luzacia Superioară (Horní Lužice), încorporată de către regele Ioan al Boemiei în 1319 (Bautzen), pierdut de Lusatias prin Pacea de la Praga (1635);
- Ducatul Silezia (Slezsko), dobândit prin Tratatul de la Trentschin între Jan Lucemburský și regele Cazimir al III-lea din Polonia.

În timpul domniei casei Přemysl și trecerea la Casa de Luxemburg regatul Boemiei a fost cel mai puternic stat al Sfântului Imperiu Roman. Regele Venceslau al II-lea a fost încoronat rege al Poloniei în 1300, iar fiul său, Venceslau al III-lea, a devenit rege al Ungariei. Deși ambele coroane s-au pierdut după asasinarea lui Venceslau al III-lea în 1306, creșterea Boemiei a continuat, în 1346 atunci când moștenitorul tronului Boemiei, Carol de Luxemburg a fost ales Rege al romanilor și încoronat împărat romano-german în 1355. Carol a făcut din Praga reședința imperială și fiul său, regele Sigismund a dobândit din nou coroana maghiară prin căsătoria cu regina Maria a Ungariei, în 1385. La rândul său regele Vladislav al II-lea Iagello a fost descalificat de către principele elector să ia parte la alegerile din 1486.
După moartea prematură a regelui Ludovic al II-lea Iagello în Bătălia de la Mohács, în 1526 tronul Boemiei a fost ocupat de cumnatul său, arhiducele Ferdinand I de Habsburg, fratele mai mic al împăratului Carol al V-lea. Încorporarea ulterioară a Boemiei în monarhia habsburgică în ciuda opoziției nobilimii locale protestante, fapt care a provocat în 1618 defenestrarea de la Praga și începutul Războiului de Treizeci de Ani. Înfrângerea în bătălia de la Muntele Alb în 1620 care a pus capăt mișcării de independență boemă.
Odată cu dizolvarea Sfântului Imperiu Roman în 1806, regatul Boemiei a fost încorporat în Imperiului Austriac și titlul regal a fost deținut de împăratul Austriei. În 1867, în urma compromisului austro-ungar, provinciile Boemia, Moravia și Silezia austriacă au devenit ținuturi ale coroanei imperiale, Cisleithania.
Republica Cehă cuprinde Boemia, Moravia și Silezia Cehă și folosește încă unele simboluri istorice ale fostului Regat al Boemiei.

## Legături externe
- en  Regatul Boemiei